# Crâmpotani, Argeș
Crâmpotani este un sat în comuna Merișani din județul Argeș, Muntenia, România.